# インドアホッケー
インドアフィールドホッケーまたはインドアホッケーは、従来の野外でのホッケーの変種である。

## 概要

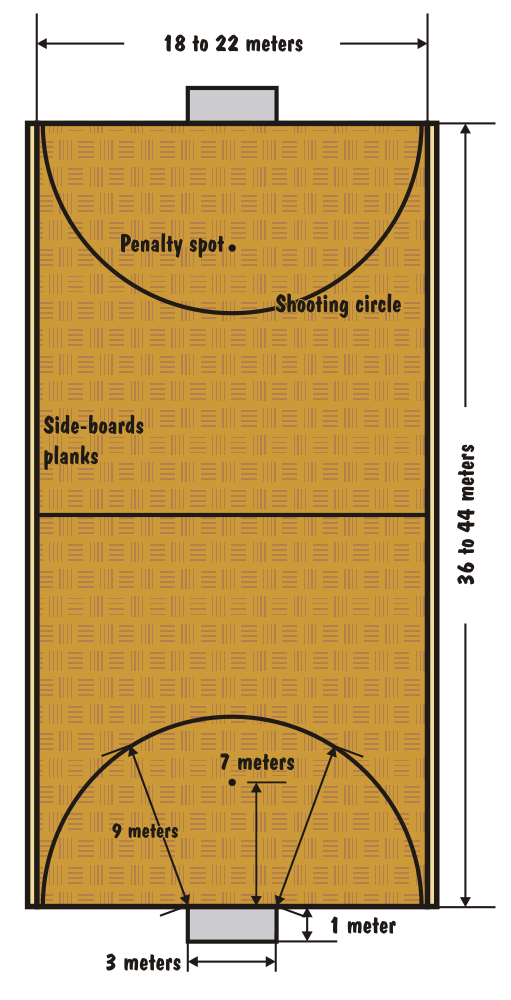
インドアホッケーのフィールド

アウトドアホッケー場が凍っていたり、または選手にとって暑すぎるなどのオフシーズンの時に、インドアホッケーは昔から主にアウトドアホッケーの選手に娯楽として楽しまれた。インドアフィールドホッケーには国内や国際大会がある。最初のインドアホッケーのワールドカップが2003年に組織された。 これには、アウトドアホッケーでは高いレベルで戦えなかった国も含まれる。
インドアフィールドホッケーはアウトドアホッケーといくつかの点で異なる。
- アウトドアホッケーよりも試合場が小さい。インドアの試合場は横18～22ｍの幅で、縦は36～44ｍ幅であり、中央の線によって分割されている。シューティングサークルはそれぞれのゴールポストから9mの半円である。側面板がサイドラインを示しており、これによって球を試合場内にとどめ、選手たちは板に向かってプレイすることができる。誰が当てたかにかかわらず、球がエンドラインを越えた時ディフェンス側チームは小さいヒットを受ける。試合場は木、または合成素材から作られている。試合場の内部に面している板の表面は、ボールが上ではなく下向きにはねるようにわずかに角度が曲げられている。
- 野外ホッケーよりもがゴールが小さい。高さ２ｍ、横幅３ｍ、奥行きは最小1mである。（これはハンドボールのゴールと全く一緒の大きさだが、初期のインドアホッケーはハンドボールコートを使っていたからである。
- 試合場には5人の選手と1人のゴールキーパーがいて、最大で12人までチームに在籍できる。
- 国際ルールでは、１試合は20分間の2ピリオドに分けられる（ドイツではバスケットボールのようにタイムアウトの権利を使いながら30分間の2ピリオドでプレイする）。ハーフタイム休憩は15分である。 引き分けの規則によると、最大二回の5分間のゴールデンゴールの時間を試合する。さもなければ、その試合はペナルティーストロークによって決着がつく（同点の場合それぞれのチームに5回サドンデスで行われる)。
- 得点する目的でシューティングサークルで打つ以外は選手たちは玉を打つことができず、押し出し、方向をそらす。また、シューティングサークル以外では、得点をするという目的で玉をあげることもできない。
- 球もスティックも似ているが選手たちはアウトドアホッケーより軽いスティックを好む。。

小さい試合場と側面の壁がインドアフィールドホッケーを早く、技術的で身体的なものにしている。無制限に選手交代が可能なルールのようにいくつかのルールが最終的にアウトドアホッケーのルールに影響を与えている。インドアホッケーはフィールドホッケーのプレイヤーがボールへの洞察、戦術やセットプレーへの良き理解を発展させるための理想的なゲームだといわれる。

## 歴史
インドアフィールドホッケーは1950年代にドイツで発展し、他のヨーロッパ国家に急速に広まった。ベルギーはフィールドホッケーの変種を採用した国の一つで、1966年にベルギー出身でのちにFIH(国際ホッケー連盟)の会長となったルネ・フランクはFTHにインドアホッケーのルールに対する責任を与えるようドイツホッケー協会を説得した。このことによってFIHがその規約でインドアホッケーを1968年に認めるようになった。
多くの国々でフィールドホッケーが一年中プレイされる一方で、ドイツやオーストリアではホッケーの季節が夏のフィールドホッケーの時期と冬のインドアホッケーの時期に均等に分かれている。これが、競技会での国のチャンスを低下させるという批判もあったが、一方で北方ヨーロッパの気候のせいで冬はインドアホッケーをするほうがいい。ドイツの場合では、それが選手の能力を高め、補足し、その結果ドイツ人女子チームがアテネオリンピックで勝利を収め、男子チームが2006年のフィールドホッケーカップや2007年のインドアホッケーのワールドカップカップ、2008年の北京オリンピックで勝利を収められたと主張しうる。
ドイツでは、小さい試合場や側面側面板を使用したゲームは展開が早いため、インドアホッケーは多くの選手に人気である。また、身体的にも技術的にも多くのものが求められる。 
FIHに認められた最初のインドアホッケーのトーナメント戦は1972年に行われた。

## ワールドカップ
国際ホッケー連盟は インドアホッケーワールドカップを組織し、2003年から始めた。最初の大会はドイツで2003年に開かれ、地元ドイツが優勝。

## ヨーロッパの大会
ユーロホッケーインドア大会は、男子も女子も1974年に最初に開かれた。